# Tungari mascordi
Tungari mascordi är en spindelart som beskrevs av Raven 1994. Tungari mascordi ingår i släktet Tungari och familjen Barychelidae.
Artens utbredningsområde är Queensland. Inga underarter finns listade i Catalogue of Life.